# Tesfaldet Tekie
Tesfaldet Tekie (sinh ngày 4 tháng 7 năm 1997) là một cầu thủ bóng đá người Thụy Điển gốc Eritrea thi đấu cho Östersunds FK, theo dạng cho mượn từ đội bóng Belgian Pro League Gent ở vị trí tiền vệ.

## Đời sống cá nhân
Tekie sinh ra ở Eritrea, nhưng chuyển đến Gothenburg, Thụy Điển, lúc 9 tuổi.

## Danh hiệu

### Câu lạc bộ
IFK Norrköping
- Allsvenskan: 2015